# マジカルウィッチーズ
マジカルウィッチーズは、バンダイが発売した魔法使いの育成を目的とした電子ゲーム。副題は『FOUR ELEMENTS COMMUNICATION BOOK』。

## 概要
魔導書を模したゲーム機本体を用いてウィッチェルニーという魔法世界で小さなウィッチ(魔法使い)を育て、大魔導ソウルにする。ウィッチェルニーには４つの種族が存在し、性格と魔法にそれぞれ特徴がある。
- アクエリー族(水)
- エネルージュ族(火)
- アースリン族(土)
- バルルーナ族(風)

## デジモンとの接点
マジカルウィッチーズは同じ携帯育成ゲームであるたまごっちのようなヒットにはならなかったが、その設定のいくつかはデジタルモンスターに受け継がれている。
- ウィザーモン(火と土の魔法を修得したエネルージュ族のハーフマスター)
- ウィッチモン(水と風の魔法を修得したアクエリー族のハーフマスター)
- ソーサリモン
- フレイウィザーモン
- メディーバルデュークモン